# Raymond J. Bowman
Raymond J. "Robert" Bowman (2 avril 1924 - 18 avril 1945) est un fantassin américain ayant combattu pendant la Seconde Guerre mondiale.

## Biographie
Raymond J. Bowman est né à Rochester en avril 1924. Il est le cinquième de sept enfants de George et Florence Rebecca (née Ward) Bowman. Après avoir terminé ses études secondaires, Bowman est enrôlé dans l'armée américaine le 21 juin 1943 ; il n'était pas marié et n'avait pas d'enfants. Il a été affecté à la compagnie D du 23e régiment d'infanterie de la 2e division d'infanterie le 5 juillet 1943, où il s'est ensuite qualifié comme mitrailleur. En janvier 1944, il fut envoyé au Royaume-Uni en vue de l'opération Overlord. Bowman servit en France, où il fut blessé au combat le 3 août 1944, puis en Belgique et en Allemagne. Il fut nommé Private first class pendant son service en Europe. 
Le 18 avril 1945 à Leipzig, en Allemagne, alors que Bowman et d'autres troupes luttaient pour sécuriser un pont depuis un emplacement situé dans un immeuble d'habitation, Bowman fut tué par un tireur d'élite allemand alors qu'il rechargeait sa mitrailleuse de calibre 30. Le photographe de guerre à ses côtés, Robert Capa, captura les derniers instants de Bowman, en prenant plusieurs photos à quelques minutes d'intervalles. Elles acquirent une renommée internationale dans le magazine Life avec la légende « Le dernier homme à mourir ». L'article du magazine Life n'identifiait pas les soldats nommément sur ses photographies, bien que sa famille l'ait reconnu à cause de la petite épingle (qui portait ses initiales) qu'il portait toujours sur son col. 
Ces photos sont considérés comme étant celles du dernier GI's à être abattu en combat sur le sol européen de la Seconde Guerre mondiale. 

## Honneurs et décorations
Bowman a reçu de nombreux honneurs pour ses services, notamment la Bronze Star , une Good Conduct Medal et deux Purple Heart. 
En juillet 2015, la ville de Leipzig, en Allemagne, renomme la rue Jahnallee 61 en rue Bowmanstraße, en face de l'immeuble où Bowman a été tué. Le changement de nom a eu lieu le 17 avril 2016. L'immeuble contient maintenant un petit mémorial contenant les photographies de Capa et des informations sur Bowman. 